# ピック
ピック（pick、アメリカ英語）またはプレクトラム（plectrum、イギリス英語）は、ギターなどの撥弦楽器を演奏するための道具。ギター用としては指で挟んで持つフラットピックと指先に取り付けるフィンガーピックがある。日本語では撥（）と呼ばれるが、その場合は太鼓のスティックやマレットなど幅広く楽器を発音する器具の意味がある（三味線など和楽器ではこの呼び方が使われる）。
または、物を引っ掛けて掘り出したりするための道具。つるはし（鶴嘴）、ピッケル、ピッキング行為に使われる鍵山の代わりをする道具など。金属製の楊枝のことを指すこともある。物や情報を分類して集めることもピックと呼ぶ。
ピックケースと呼ばれる容器は、本稿の「フラットピック」などを収納する物を示す場合と、物を分類して収納する小さい引出しが付いた物を示す場合がある。

## フラットピック

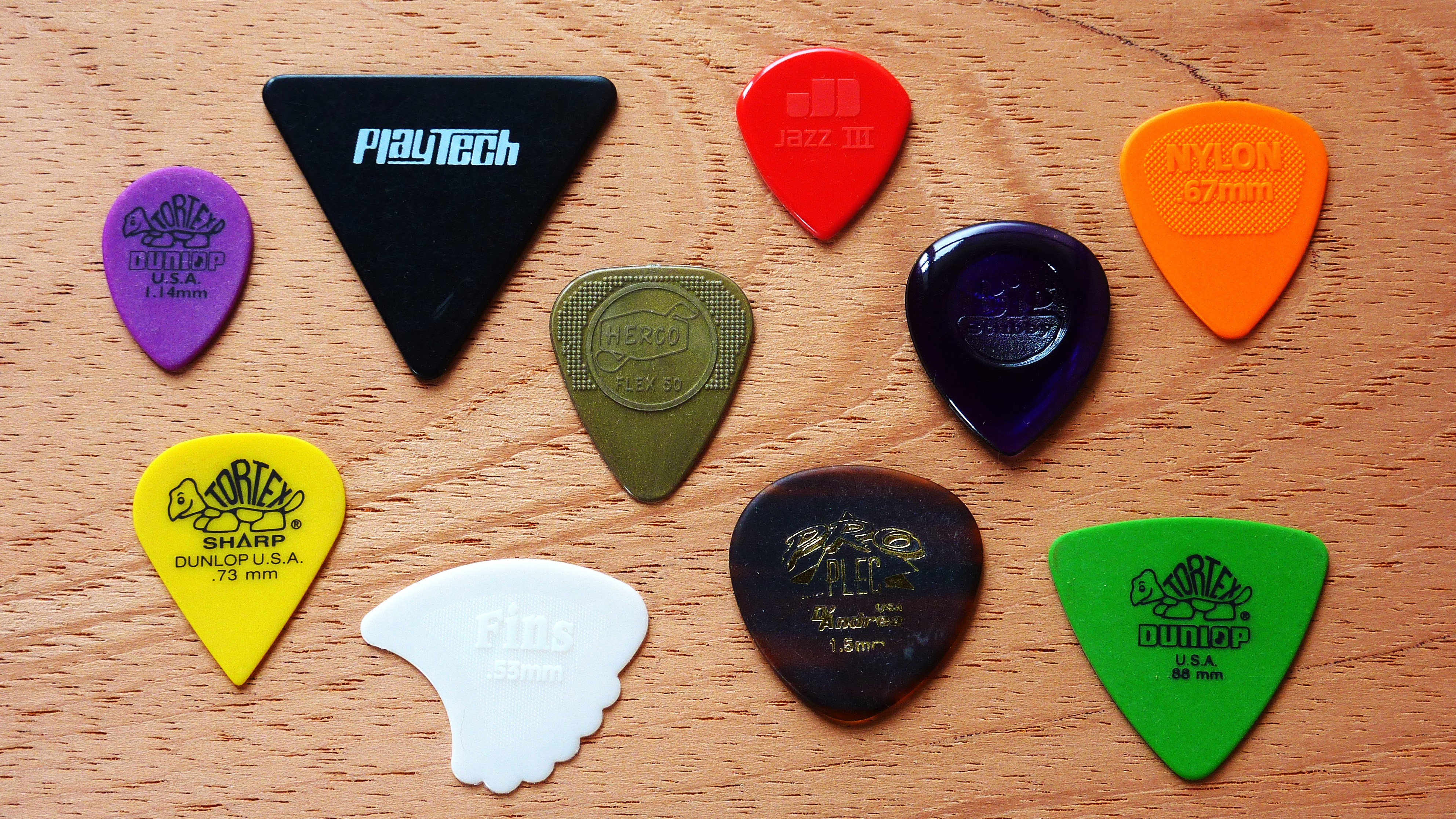
様々なギターピック

多くは3センチメートル程度の大きさで、薄い三角形もしくは二等辺三角形をしており、主に親指と人差指、中指で挟んで、爪の代わりに弦に当てて、弾いて音を鳴らす。これらピックを用いた奏法を日本では「ピック奏法」、「ピック弾き」などと言うが、「ピッキング」という際にはフィンガー・ピッキングも含みこれに限らない。
素材はセルロイドなどのプラスティックや合成樹脂が主流だが、それ以外にもゴム、フェルト、金属、木、石、骨、角、鼈甲、硬貨などが用いられる。また、セルロイド以外のプラスティック系素材にも、ナイロン、デルリン・ポリアセタール、ポリカーボネート、ポリ塩化ビニル、アクリル、カーボン、ウルテム、INFINIXなどがあり、演奏時の音質や弾き心地にそれぞれの特徴がある。
形状は正三角形型、ラウンドなおにぎり型（ルーローの三角形に似た型）、ティアドロップ型、ホームベース型などとあり、硬さ（厚さ）はTHIN（薄い、0.5ミリメートル程度）、MEDIUM（中間、0.8ミリメートル程度）、HARDもしくはHEAVY（硬い、1.0ミリメートル程度）、EXTRA HEAVY（最も硬い、1.5ミリメートル等以上）等あり、種類は豊富である。また滑り止めのために別の素材を張り付けてあったり、中心部に複数の穴を開けてあるものもある。
エレクトリックギター、アコースティックギター、ベースギター、マンドリンなどの弦楽器で使用され、ベースでは硬めのピック、マンドリンでは細長い形状が好まれるという傾向はあるが、素材、形状、硬さはプレイスタイルやプレイヤー（演奏者）の完全な好みによって選ばれる。また、あまり同じピックを使用し続けると、磨耗してどんどん円形に近づいていくのだが、そうなるほどに愛着を持って使い続ける人もいる。
コンサートにおいて、予備のピックがマイクスタンドに貼りつけられ、ファンサービスとして、観客に向かってばら撒くというような光景がよく見られる。また、ミュージシャンやバンドのキャラクター商品としても、よく利用される。楽器ショーなどのイベント時には、宣伝やファンサービスのため、企業のロゴ入りのピックを無料でプレゼントしたりすることもある。

## フィンガーピック

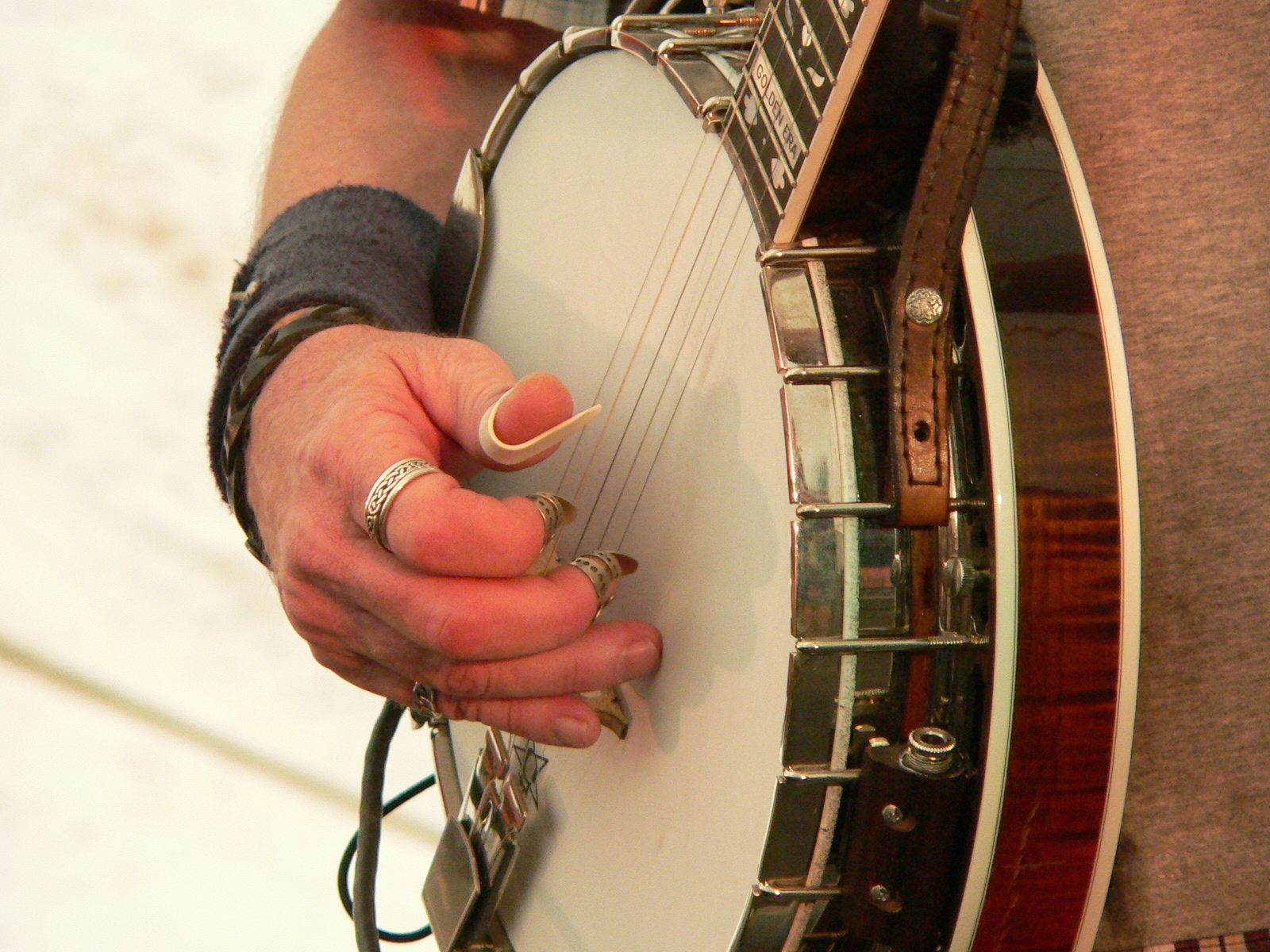
フィンガーピックを用いるバンジョー奏者

指先に取り付けるピック。通常は親指、人指し指、中指につけ、親指に付けるものを特にサムピックと呼ぶ。材質は金属やプラスチックなど。バンジョーなどに使われるほか、スティール・ギターなど他のギター類でも使用されている。現在はクラシック・ギター奏者が爪の代用として使用する場合もある。
フィンガーピックでギターを弾きこなすと、フラットピックのみでは不可能であったベース・ラインとメロディ・ラインを同時に弾き分けることが出来るようになる。これをフラットピックを用いて行う場合、ベースをピックで、メロディをピックを持たない指先でピッキングすることになる。これはチキン・ピッキングと呼ばれる。